# Річард Карп
Річард Манніг Карп (англ. Richard Manning Karp, 3 січня 1935) — інформатик, ідеолог програмування та професор Гарвардського університету. Найбільш відомий завдяки своїм дослідженням у теорії алгоритмів, за які він був нагороджений премією Тюрінга in 1985, та премією Кіото у 2008.

## Біографія
Народився 3 січня 1935 року у США в сім'ї Авраама і Рози Карпів у Бостоні, Массачусетс. Карп має трьох молодших братів і сестер: Роберт,  Девід, і Каролін. Навчався у Гарвардському університеті, де він отримав ступінь бакалавра в 1955 році, його ступінь магістра в 1956 році, і його  доктора філософії в прикладній математиці в 1959 році.
Карп почав свою кар'єру в IBM. У 1968 він став професором комп'ютерних наук, математики, і дослідження операцій at the Університет Каліфорнії (Берклі). Окрім 4-річного періоду на посаді професора у Вашингтонському університеті, він залишався в Берклі. З 1988 по 1995 та з 1999 до сьогодні він також є науковим працівником в Міжнародному Інституті комп'ютерних наук у Берклі, де очолює Алгоритмічну групу.
Річард Карп був нагороджений Національною науковою медаллю США, а також Премією Харві за свій внесок в обчислювальну складність. У 1994 році він був прийнятий як дійсний учасник в Association for Computing Machinery. Карп є лауреатом багатьох почесних премій.

## Премія Тюрінга
Оголошення Карпа для нагороди Тюринга звучало так:
За його внесок в теорію алгоритмів, включаючи розробку ефективних алгоритмів для знаходження потоку в мережі та інших задач комбінаторної оптимізації, ідентифікацію поліноміальної складності з інтуїтивним означенням алгоритмічної ефективності, і, що найважливіше, внесок в теорію NP-повноти. Карп ввів новий стандарт у методології доведення NP-повноти, що призвело до ідентифікації багатьох теоретичних та практичних задач як обчислювально складних.